# Lac Hemlock
Pour les articles homonymes, voir Hemlock.
Le lac Hemlock (en anglais : Hemlock Lake) est un lac américain dans le comté de Shasta, en Californie. Il est situé à 2 205 mètres d'altitude au sein du parc national volcanique de Lassen.